# Antonín Dobřenský z Dobřenic
Antonín svobodný pán Dobřenský z Dobřenic (21. března 1807 Praha – 30. srpna 1869 Praha) byl rakouský generál.

## Život
Pocházel z rodu Dobřenských z Dobřenic. Sloužil u 1. a 8. Hulánského pluku a bojoval v roce 1849 v Uhrách a v roce 1859 v Itálii. V roce 1851 dosáhl hodnosti plukovníka a stal se velitelem pluku. V roce 1858 byl povýšen do hodnosti generálmajora. V roce 1859 byl za účast v bitvě u Solferina vyznamenán vojenským řádem Marie Terezie. V roce 1865 odešel do výslužby.
Zemřel roku 1869 v Praze. Pohřben byl na Olšanských hřbitovech.

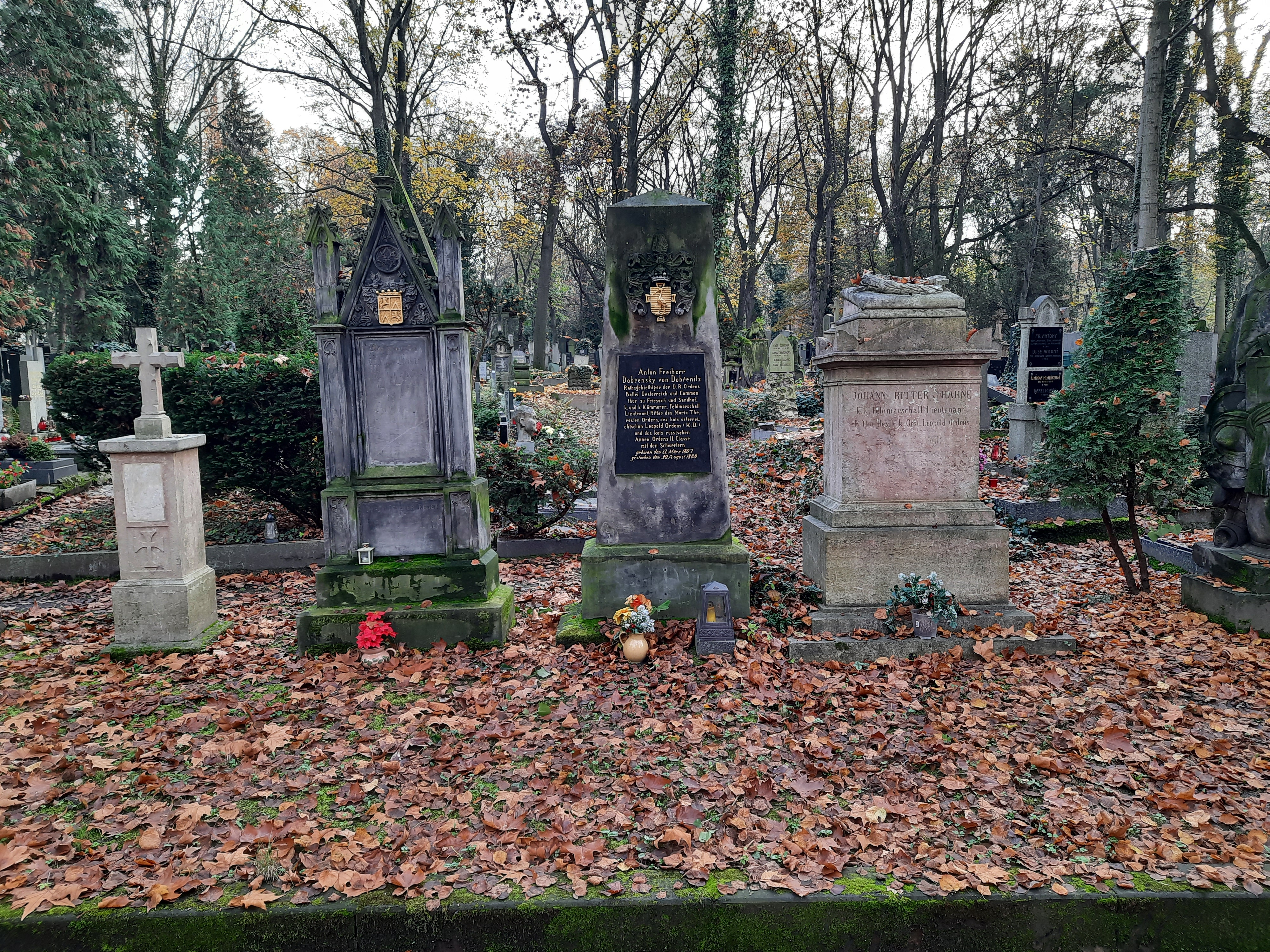
Hrobka Antonína Dobřenského na Olšanských hřbitovech